# Szent Imre Katolikus Gimnázium, Általános Iskola, Kollégium és Óvoda (Nyíregyháza)
A Szent Imre Katolikus Gimnázium, Két Tanítási Nyelvű Általános Iskola, Kollégium,  Óvoda és Alapfokú Művészeti Iskola egy oktatási intézmény Nyíregyházán.

## Története
Az iskola elődje, a Királyi Katolikus Főgimnázium 1921-ben indította el első tanévét. Ez az intézmény a mai Vásárhelyi Pál Vízügyi és Építőipari Szakközépiskola helyén működött. A vidéki tanulók számára 1931-ben jött létre az Érseki Szent Imre Fiúinternátus a Széchenyi utcán, ahol ma a Nemzeti Gyermek és Ifjúsági Közalapítvány Szakképző és Speciális Szakképző Iskolája és Kollégiuma áll.
A gimnáziumba sok országosan ismert tanítvány is járt, úgy mint dr. Antalóczy Zoltán, dr. Dohanics Sándor, Hársfalvi Péter, dr. Kállay Kristóf, dr. ifj. Kállay Miklós, dr. Kartal (Kralovánszki) Ernő, dr. Ubrizsy Gábor, Vásárhelyi László, Zenthe Ferenc és még sokan mások.
A rendszerváltás után dr. Váradi József kanonok, később pápai prelátus, püspöki helynök kitartó fáradozása gyümölcseként 1992. március 30-an megszületett a szerződés az Egyház és az önkormányzat között, miszerint a 15. sz. Jósa András Általános Iskolát kapta meg az egyház csereingatlanként. 1995-re az egész iskola az egyház tulajdona lett. Az Egri Főegyházmegyei Hatóság a Szent Antal parókiát és annak plébánosát, Kis István kanonokot nevezte ki fenntartónak.
1992-ben két párhuzamos osztály nyílt a négyosztályos képzési formában. 1995-ben indult az első nyolcosztályos gimnáziumi osztály. 2002/2003-ban lett teljes az iskola, 16 osztállyal.
Ebben a tanévben 400 diákot 50 pedagógus tanít, a kollégiumban pedig 10 nevelőtanár dolgozik. A 2011/2012-es tanévtől elindult az általános iskolai felső tagozat is egy ötödik osztállyal. Felmenő rendszerben az osztályok folyamatos bővülésével 28 osztályra bővül majd az iskola - a tervek szerint - a 2014/2015-ös tanévre.

## A szentimrések vallási élete napjainkban
Az iskolában komoly keresztény nevelés folyik. A diákok a tanórák keretében hittanórákon vesznek részt, heti két alkalommal. Az iskolában egy atya is vezeti a közösséget. Jelenleg Máté Péter atya tölti be ezt a tisztséget. Az ő segítségével a diákok lélekben is felkészülhetnek a nagyobb egyházi ünnepekre, mint karácsony vagy húsvét. Ő kíséri az osztályok lelkigyakorlatát is. A lelki nevelésben a nővéreknek is része van.
Az iskola szívében egy kápolna áll. Minden diáknak lehetősége van itt imádkozni az óraközi szünetekben, az ünnepi szentmiséket itt végzik, illetve vasárnaponként a környékbeli híveknek is kitárja kapuit.
Nyaranta a diákoknak tábort szerveznek Hernádpetribe. Ezek az alkalmak a lelki fejlődésben is fontos szerepet játszanak: egy atya közbenjárásával minden nap szentmisén vesznek részt.
Az iskola immár hagyománnyá vált rendezvénye a Szent Imre-nap, melyet november 5-én rendeznek meg. Kedves, tréfás programokkal töltenek el egy napot.
Egy másik hagyomány a Favét, azaz a Fiatalok a világ életéért találkozó. Egy, az iskolában működő közösség, a Fília tagjai és a lelkes diákok által megszervezett egynapos rendezvényen a megye egyházközségeiből meghívott fiatalok és az iskola diákjai vesznek részt. Csoportos beszélgetéseken oszthatják meg egymással élményeiket a fiatalok, ezzel is gazdagítva társaikat.